# Daniel von Schoeler
August Wilhelm Karl Daniel Alexander von Schoeler (* 13. März 1800 in Wesel; † 8. Juni 1879 in Unkel) war ein preußischer Generalleutnant.

## Leben

### Herkunft
Daniel war ein Sohn des späteren preußischen Generals der Infanterie Moritz von Schoeler (1771–1855) und dessen Ehefrau Eleanore, geborene Burggräfin und Gräfin zu Dohna-Lauck (1777–1855). Sein Bruder Friedrich Ludwig brachte es zum Generalleutnant, Alexander zu General der Infanterie in der Preußischen Armee.

### Militärlaufbahn
Schoeler besuchte 1813/15 das Friedrich-Werdersche Gymnasium in Berlin und trat 1816 als Kürassier in das 4. Kürassier-Regiment der Preußischen Armee ein. Hier wurde er am 14. Dezember 1817 zum Portepeefähnrich ernannt sowie am 22. Juni 1818 zum Sekondeleutnant befördert. Zur weiteren Ausbildung war Schoeler ab 1. Oktober 1820 für ein Jahr zur Lehr-Eskadron kommandiert. Im weiteren Verlauf seiner Militärkarriere wurde Schoeler am 13. Januar 1853 zum Regimentskommandeur ernannt und in dieser Stellung am 22. März 1853 zunächst zum Oberstleutnant sowie am 15. Oktober 1856 zum Oberst befördert. Als solcher wurde er am 29. Mai 1858 à la suite des Regiments gestellt und zum Kommandeur der 16. Kavallerie-Brigade ernannt. Kurz darauf erfolgte am 31. Mai 1859 seine Beförderung zum Generalmajor. Für seine langjährigen Verdienst erhielt Schoeler am 25. Mai 1860 den Roten Adlerorden II. Klasse mit Eichenlaub. Am 29. Januar 1863 wurde Scholer mit dem Charakter als Generalleutnant mit Pension zur Disposition gestellt.

### Familie
Schoeler verheiratete sich am 6. Februar 1832 in Wichelshof mit Sophie von Diepenbroik (1811–1840). Nach ihrem Tod eheliche er am 30. Juni 1846 Helene von Bornstedt (1825–1898). Sie war die Tochter des preußischen Oberförsters Friedrich Wilhelm Johann von Bornstedt und der Leopoldine Henriette Wilhelmine Charlotte Paetsch. Aus den Ehen gingen insgesamt zwölf Kinder hervor, darunter:
- Moritz (1832–1870), preußischer Hauptmann der Landwehr
- Ferdinand (* 1836), Badekommissar in Homburg
- Eleonore (1840–1899) ⚭ 30. September 1873 Albert-Bogislaw Graf von Hacke (1802–1876), Major a. D.
- Helene (1847–1921) ⚭ 7. November 1868 Parm von Oheimb (1842–1914), Herr von Enzen bei Stadthagen, k.u.k. Kämmerer
- Margarethe (* 1848) ⚭ 7. November 1768 Ernst Sudendorff, Amtshauptmann
- Eveline (* 1849), Diakonissin im Elisabeth-Krankenhaus
- Barbara (* 1851), Kammerfrau der Kaiserin Auguste
- Cäcilie (* 1854)
- Maria (* 1860) ⚭ 31. März 1890 Theodor am Ende (1834–1899), preußischer Generalleutnant
- Roderich (1862–1935), deutscher General der Infanterie, Ritter des Ordens Pour le Mérite ⚭ 1919 Helene Freiin Böcklin von Böcklinsau (* 21. März 1865)
- Helene (* 1868)